# 库桑斯
库桑斯（法語：Cousance，法語發音：[kuzɑ̃s]）是法国汝拉省的一个市镇，位于该省西南部，和索恩-卢瓦尔省接壤，隆斯勒索涅和圣阿穆尔之间，属于隆斯勒索涅区。

## 地理
库桑斯（46°31'55"N, 5°23'26"E）面积6.39 平方千米，位于法国勃艮第-弗朗什-孔泰大區汝拉省，该省份为法国东部内陆省份，北起上索恩省，西北接科多尔省，西临索恩-卢瓦尔省，南至安省，东与杜省和瑞士接壤。
与库桑斯接壤的市镇（或旧市镇、城区）包括：屈西亚、迪尼亚、日济亚、勒米鲁瓦尔。

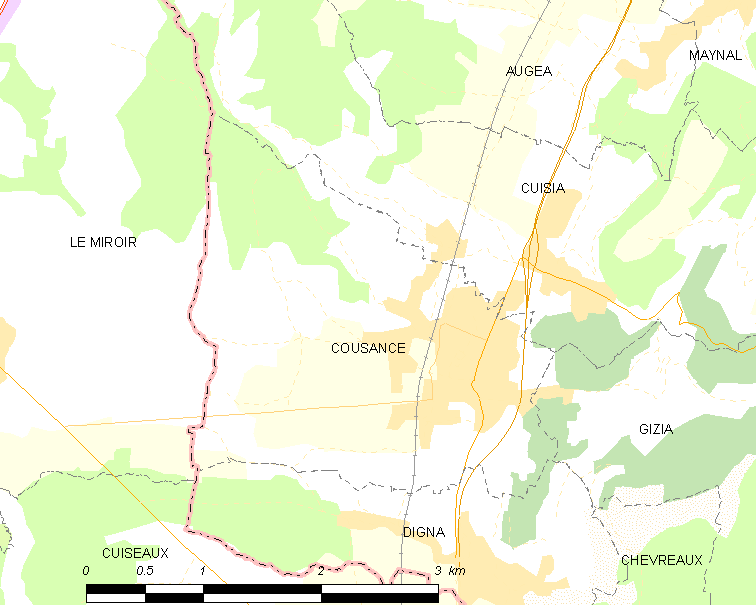
库桑斯的OSM定位图

库桑斯的时区为UTC+01:00、UTC+02:00（夏令时）。

## 行政
库桑斯的邮政编码为39190，INSEE市镇编码为39173。

## 政治
库桑斯所属的省级选区为圣阿穆尔县。

## 人口

1962-2008年间库桑斯人口变化图示

库桑斯于2022年1月1日时的人口数量为1290人。